# Shahid Kapoor
Pour les articles homonymes, voir Kapoor.
Shahid Kapoor (hindi : शाहिद कपूर) est un acteur, danseur et ex-mannequin indien né le 25 février 1981 à Bombay (Inde). Il est considéré comme un des acteurs les plus prometteurs de la nouvelle génération et fait partie des meilleurs danseurs de Bollywood.
Bien que distingué dès son premier film, Ishq Vishk (2003), il lui faut attendre 2006 pour connaître véritablement le succès avec Vivah puis Jab We Met (2007), deux comédies romantiques, suivies en 2009 par un thriller, Kaminey.

## Vie privée
Né le 25 février 1981 à Bombay,, Shahid Kapoor est le fils de l'acteur Pankaj Kapur (Halla Bol, Maqbool, Main Prem Ki Deewani Hoon) et de l'actrice et danseuse classique Neelima Azeem de religion musulmane. Ses parents divorcent lorsqu'il a trois ans et il part vivre avec sa mère. Shahid Kapoor a un demi-frère, ishaan khattar et une sœur cadette, Sanaa.
Adolescent, il s'inscrit au Shiamak Davar Institute for the Performing Arts où il suit des cours de danse. À l'issue de sa formation il reçoit le prix du meilleur danseur parmi les 1 500 élèves que compte l'école qui l'engage comme professeur.
Depuis décembre 2014, il est en couple avec Mira Rajput, ancienne étudiante de New Delhi de 13 ans sa cadette. Le 7 juillet 2015, Shahid et Mira se sont mariés à Gurgaon en Inde. Le 26 août 2016, Mira donne naissance à leur premier enfant, une fille nommée Misha Kapoor.
Le 5 septembre 2018, sa femme accouche de leur deuxième enfant, un garçon nommé Zain.

## Carrière
Avant d'entamer sa carrière cinématographique, Shahid Kapoor tourne plusieurs clips vidéo et publicités. Son excellent niveau en danse lui permet également d'être engagé comme danseur figurant dans deux gros succès de Bollywood, Dil to Pagal Hai (Yash Chopra, 1998) et Taal (Subhash Ghai, 1999).

### Débuts: 2003-2005
Son premier rôle lui est offert en 2003 par Ken Ghosh dans Ishq Vishk où, partageant l'affiche avec Amrita Rao et Shenhaz Treasurywala, il interprète un adolescent en quête d'amour. Le film fait un flop au box office mais reçoit un bon accueil des critiques qui remarquent la performance de Shahid Kapoor ce qui lui permet de recevoir le Prix du meilleur débutant aux Filmfare Awards 2004. Taran Adarsh écrit sur IndiaFM : « Shahid Kapoor est un acteur à surveiller. Il a toutes les qualités pour arriver au sommet. Il est non seulement charmant mais très talentueux, il réussit à traiter avec finesse les scènes dramatiques et d'émotion. C'est également un danseur exceptionnel. »
Poursuivant sa collaboration avec Ken Ghosh, il tourne Fida en 2004. Face à Kareena Kapoor et Fardeen Khan il incarne la victime d'une machination dans ce thriller qui connaît également l'insuccès. On le voit ensuite dans Shikhar (John Matthew Matthan, 2005), un drame où il endosse de nouveau le personnage d'un candide qu'on abuse. Puis, il joue les jeunes premiers dans plusieurs comédies romantiques passablement banales dans lesquelles les critiques notent sa tendance à imiter Shahrukh Khan : Dil Maange More (Anant Mahadevan, 2004), Deewane Huye Paagal (Vikram Bhatt, 2005), Vaah ! Life Ho Toh Aisi (Mahesh Manjrekar, 2005), Chup Chup Ke (Priyadarshan, 2006).

### Consécration: 2006
C'est à la fin de 2006 que Shahid Kapoor connaît son premier vrai succès avec Vivah de Sooraj R. Barjatya. Dans ce drame romantique à contre-courant de nombreuses productions bollywoodiennes de plus en plus occidentalisées, Shahid Kapoor interprète un jeune homme respectueux des traditions familiales qui accepte un mariage arrangé avec Amrita Rao, sage jeune fille avec laquelle il découvre l'amour. Le film rencontre un immense succès populaire tout particulièrement dans les petites villes et les campagnes. Les critiques sont plus réservés sur le film qu'ils qualifient généralement de conservateur et sirupeux, mais ils apprécient l'interprétation de Shahid Kapoor.

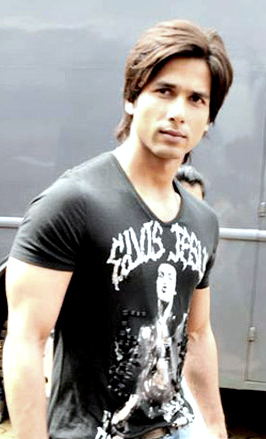
Shahid Kapoor

Après Fool'N'Final d'Ahmed Khan qui ne rencontre pas plus la faveur du public que celle des critiques, Shahid Kapoor confirme le succès de Vivah avec Jab We Met d'Imtiaz Ali. Dans cette comédie romantique dans laquelle il joue pour la troisième fois face à Kareena Kapoor, il compose avec cette dernière un couple aux caractères opposés : lui, peu expressif et déprimé alors qu'elle est dynamique et incroyablement volubile ; mais après bien des hésitations et des quiproquos, ils finissent par se rendre compte qu'ils sont tombés amoureux l'un de l'autre. Le film ne se distingue pas par son scénario mais par le naturel et la vivacité de la réalisation et surtout par la qualité de l'interprétation. La complicité des deux acteurs est saluée par la critique qui souligne la sobriété et la maturité du jeu de Shahid Kapoor qui lui permettent de résister à l'exubérance de sa partenaire.
La fortune continue à sourire à Sahid Kapoor, si l'on excepte le décevant Kismat Konnection d'Aziz Mirza. Dans Kaminey, thriller de Vishal Bhardwaj, il interprète deux frères jumeaux, Guddu, le gentil, et Charlie, le voyou sans scrupule, ce qui lui permet de prouver qu'il peut être autre chose qu'un chocolate boy. Le film est bien reçu par le public et les critiques ; il récolte des nominations aux Filmfare Awards 2010 dans presque toutes les catégories, y compris celle du meilleur acteur pour Shahid Kapoor, mais n'est finalement couronné que pour ses effets spéciaux.
Il poursuit les tournages avec des films moins marquants, Dil Bole Hadippa! d'Anurag Singh qui inscrit son entrée dans la puissante maison de production Yash Raj Films, Chance Pe Dance de Ken Ghosh, Paathshaala d'Ahmed Khan, Badmaash Company de Parmeet Sethi, Milenge Milenge de Satish Kaushik tourné en 2004 avec Kareena Kapoor.
Puis Shahid Kapoor joue dans Mausam réalisé par son père, Pankaj Kapur. Dans cette fresque romantique se déroulant de l'Inde à l'Europe sur une dizaine d'années, il interprète un officier de l'armée de l'air indienne dont la vie et les amours avec une jeune femme cachemiri sont bouleversées par les événements politiques et religieux que traverse son pays. Malgré les mauvaises critiques,, et un score moyen au box office, la prestation de Shahid Kapoor est appréciée, Taran Adarsh (BollywoodHungama.com) notant : « Il ne serait pas exagéré de dire que Shahid réalise la meilleure prestation de sa carrière, surpassant Jab We Met et Kaminey. »
En 2012 Shahid Kapoor est à l'affiche de Teri Meri Kahaani de Kunal Kohli aux côtés de Priyanka Chopra, le film connaît un succès mitigé au box office.
Après une apparition dans Bombay Talkies (2013), l'acteur est à l'affiche de Phata Poster Nikhla Hero, film boudé par le public et la critique qui le trouve trop long et ennuyeux.
Puis Shahid Kapoor tourne dans R...Rajkumar dans lequel son personnage de voyou notoire de Bombay peine à séduire la critique.
Haider lui offre la possibilité de jouer dans un film plus ambitieux et réussi : l'adaptation d'une pièce de Shakespeare, Hamlet, par Vishal Bhardwaj qui a déjà porté à l'écran Macbeth (Maqboll) et Othello (Omkara). Le film, qui compte également au générique Shraddha Kapoor, Irfan Khan et Tabu, est apprécié du public, encensé par la critique et remporte de nombreux prix.

## Filmographie
| Année | Titre                   | Rôle                         | Réalisateur           | Partenaire(s)                                            | Notes                                        |
| ----- | ----------------------- | ---------------------------- | --------------------- | -------------------------------------------------------- | -------------------------------------------- |
| 1997  | Dil to Pagal Hai        |                              |                       |                                                          | Danseur: "Le Gayi"                           |
| 1999  | Taal                    |                              |                       |                                                          | Danseur : "Kahin Aag Lage"                   |
| 2003  | Ishq Vishk              | Rajiv Mathur                 | Ken Ghosh             | Amrita Rao, Shenaz Treasurywala                          | Lauréat-Filmfare Awards du Meilleur débutant |
| 2004  | Fida                    | Jai Malhotra                 | Ken Ghosh             | Kareena Kapoor, Fardeen Khan                             |                                              |
| 2004  | Dil Maange More         | Nikhil Mathur                | Anant Mahadevan       | Soha Ali Khan, Ayesha Takia, Tulip Joshi                 |                                              |
| 2005  | Deewane Huye Paagal     | Karan                        | Vikram Bhatt          | Akshay Kumar, Sunil Shetty                               |                                              |
| 2005  | Vaah! Life Ho Toh Aisi! | Aditya (Adi)                 | Mahesh Manjrekar      | Amrita Rao, Sanjay Dutt, Arshad Warsi                    |                                              |
| 2005  | Shikhar                 | Jaidev Vardhan (Jai)         | John Matthew Matthan  | Ajay Devgan, Bipasha Basu, Amrita Rao                    |                                              |
| 2006  | 36 China Town           | Raj Malhotra                 | Abbas-Mastan          | Kareena Kapoor, Paresh Rawal, Akshaye Khanna, Upen Patel |                                              |
| 2006  | Chup Chup Ke            | Jeetu Prasad Sharma/ Kanhaya | Priyadarshan          | Kareena Kapoor, Sunil Shetty, Neha Dhupia                |                                              |
| 2006  | Vivah                   | Prem                         | Sooraj R. Barjatya    | Amrita Rao                                               |                                              |
| 2007  | "Kya Hai Love Story"    | Lui-même                     | Lovely Singh          | Kareena Kapoor                                           |                                              |
| 2007  | Fool n Final            | Raja / Rahul                 | Ahmed Khan            | Sunny Deol, Ayesha Takia, Vivek Oberoi                   |                                              |
| 2007  | Jab We Met              | Aditya Kashyap               | Imtiaz Ali            | Kareena Kapoor                                           | Nommé-Filmfare Awards du Meilleur Acteur     |
| 2008  | Kismat Konnection       | Raj Malhotra                 | Aziz Mirza            | Vidya Balan, Juhi Chawla                                 |                                              |
| 2009  | Kaminey                 | Charlie / Guddu              | Vishal Bhardwaj       | Priyanka Chopra                                          | Nommé-Filmfare Awards du Meilleur Acteur     |
| 2009  | Dil Bole Hadippa!       | Rohan Singh                  | Anurag Singh          | Rani Mukherjee                                           |                                              |
| 2010  | Chance Pe Dance         | Sameer Behl                  | Ken Ghosh             | Genelia D'Souza                                          |                                              |
| 2010  | Paathshala              | Rahul Prakash Udyavar        | Milind Ukey           | Ayesha Takia, Nana Patekar                               |                                              |
| 2010  | Badmaash Company        | Karan Kapur                  | Parmeet Sethi         | Anushka Sharma, Meiyang Chang, Vir Das (en)              |                                              |
| 2010  | Milenge Milenge         | Amit Kapoor (Immy)           | Satish Kaushik        | Kareena Kapoor                                           | Film tourné en 2004                          |
| 2011  | Mausam                  | Harinder Singh (Harry)       | Pankaj Kapur          | Sonam Kapoor                                             |                                              |
| 2012  | Teri Meri Kahaani       | Krish/Jawed/Govind           | Kunal Kohli           | Priyanka Chopra                                          |                                              |
| 2013  | Bombay Talkies          | Lui-même                     |                       |                                                          | Cameo clip "Apna Bombay Talkies"             |
| 2013  | Phata Poster Nikla Hero | Vishwas Rao                  | Rajkumar Santoshi     | Ileana D'Cruz                                            |                                              |
| 2013  | R... Rajkumar           | Romeo Rajkumar               | Prabhu Deva           | Sonakshi Sinha, Sonu Sood                                |                                              |
| 2014  | Haider                  | Haider                       | Vishal Bhardwaj       | Shraddha Kapoor, Irfan Khan, Tabu, Kay Kay Menon         | Filmfare Awards du Meilleur Acteur           |
| 2014  | Action Jackson          | Lui-mème                     | Prabhu Deva           |                                                          | Cameo clip "Punjabi Mast"                    |
| 2015  | Shaandaar               | Jagjinder Joginder           | Vikas Bahl            | Alia Bhatt, Pankaj Kapur                                 |                                              |
| 2016  | Udta Punjab             | Gabroo                       | Abhishek Chaubey      | Kareena Kapoor, Alia Bhatt, Diljit Dosanjh               |                                              |
| 2017  | Rangoon                 | Nawab Malik                  | Vishal Bhardwaj       | Saif Ali Khan, Kangana Ranaut                            |                                              |
| 2018  | Padmaavat               | Raja Rawal Ratan Singh       | Sanjay Leela Bhansali | Deepika Padukone, Ranveer Singh                          |                                              |
| 2018  | Welcome to NY           | Lui-même                     | Chakri Toleti         |                                                          | Cameo                                        |
| 2018  | Batti Gul Meter Chalu   | Sushil Kumar Pant            | Shree Narayan Singh   | Shraddha Kapoor, Yami Gautam                             |                                              |
| 2019  | Kabir Singh             | Kabir Rajdheer Singh         | Sandeep Vanga         | Kiara Advani                                             |                                              |
| 2020  | Romeo                   |                              |                       |                                                          |                                              |

## Récompenses
Filmfare Awards
Lauréat
- 2004 : Meilleur débutant - Ishq Vishk

Nommé : Meilleur acteur :  Jab We Met (2008) ; Kaminey (2010)
Screen Awards
Lauréat
- 2004 : Meilleur débutant masculin - Ishq Vishk
- 2010 : Acteur le plus populaire - Kaminey

Nommé : Couple numéro 1 : en 2005 avec Kareena Kapoor (Fida) ; en 2007 avec Amrita Rao (Vivah) ; en 2008 avec Kareena Kapoor (Jab We Met) -  Meilleur acteur : Shikhar (2006) ; Vivah (2007) ; Jab We Met (2008) ; Kaminey (2010)
Zee Cine Awards
Lauréat
- 2004 : Meilleur débutant - Ishq Vishk

Nommé : Meilleur acteur - Jab We Met (2008)
International Indian Film Academy Awards
Lauréat
- 2004 : Meilleur débutant - Ishq Vishk

Nommé : Meilleur acteur : Jab We Met (2008) ; Kaminey (2010)
Stardust Awards
Lauréat
- 2004 : Superstar de demain - Ishq Vishk
- 2008 : Editor's Choice Award pour le Meilleur acteur - Jab We Met
- 2010 : Editor's Choice Award pour le Meilleur acteur - Kaminey

Nommé : Star de l'année : Jab We Met (2008) ; Kaminey (2010)
Autres récompenses
- 2008 : Apsara Film & Television Producers Guild Awards : Meilleur Acteur - Jab We Met
- 2004 : Sansui Awards : Meilleur débutant - Ishq Vishk
- 2005 : Blistex Awards : Plus belles lèvres - Masculin
- 2007 : Sports World Awards : Couple de l'année avec Amrita Rao - Vivah
- 2008 : Annual Central European Bollywood Awards : Meilleur Couple avec Kareena Kapoor - Jab We Met
- 2008 : Icône de la jeunesse
- 2009 : Végétarien le plus sexy d'Asie (sondage PETA)
- 2009 : Rajiv Gandhi Awards - Meilleur Acteur
- 2009 : Giants International Award : Eminence dans le cinéma hindi